# Borsa di Tokyo

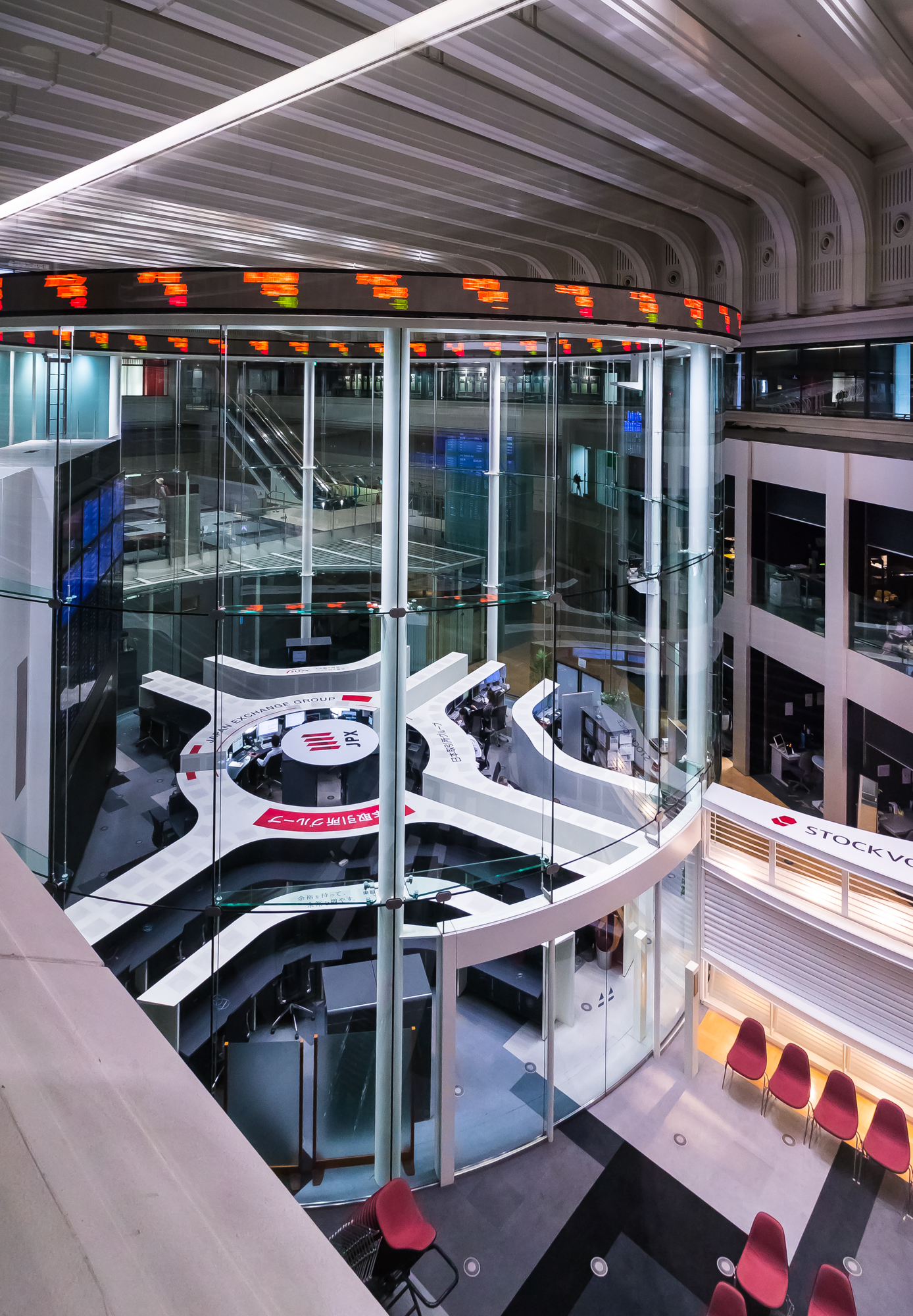
Sala principale, dove ora tutte le transazioni avvengono telematicamente

La Borsa di Tokyo (東京証券取引所?, Tōkyō Shōken Torihikijo), in inglese Tokyo Stock Exchange (TSE), è la borsa valori di Tokyo ed è la seconda più importante del mondo dopo la Borsa di New York. Attualmente ha nel proprio listino quasi 2.300 società (tra cui 31 straniere) e ha una capitalizzazione totale di oltre 5.000 miliardi di dollari.

## Struttura
La borsa di Tokyo, chiamata in giapponese Kabutocho (兜町) (dal nome del quartiere dove è situata), è una società di tipo kabushiki kaisha ma non quotata in borsa, gestita da nove direttori, quattro revisori e otto direttori esecutivi. È situata al 2-1 Nihonbashi-kabutocho, Chūō-ku, Tōkyō, Giappone. Il suo orario d'apertura è dalle 9.00 alle 11.00 e dalle 12.30 alle 15.00.

## Storia
La borsa è stata istituita il 15 maggio 1878 con il nome giapponese Tōkyō Kabushiki Torihikijo (東京株式取引所), grazie all'apporto fondamentale dell'economista Ito Hirobumi, formatosi in Occidente. Nel 1943, è stata unita con altre dieci borse delle principali città giapponesi per formare un singolo mercato borsistico giapponese (in giapponese Nippon Shōken Torihikisho, 日本証券取引所). Il 16 maggio 1949, la borsa riprende il suo nome originale.
Da allora la borsa si rivela una delle più influenti nel mondo e solamente agli inizi degli anni novanta ha mostrato i primi segni di declino, causati dalle crisi del settore immobiliare e finanziario.
Il mercato alle grida è stato fermato il 30 aprile 1999, da allora tutte le transazioni avvengono in via elettronica.
Nel luglio 2012 è stata approvata la fusione con la Borsa di Osaka (Osaka Securities Exchange) dando vita al Japan Exchange Group (JPX) che è operativo da gennaio 2013.

## Alleanze strategiche
La Borsa di Tōkyō è alla ricerca di partner in Asia, e si appresta ad allearsi strategicamente alla Borsa di Singapore per contribuire fortemente all'espansione dei mercati azionari del sud-est asiatico.